# Gobindaganj
Gobindaganj (en bengali : গোবিন্দগঞ্জ) est une upazila du Bangladesh dans le district de Gaibandha. En 1991, on y dénombrait 414 591 habitants.